# Карла Сімон
Карла Сімон (ісп. Carla Simón; 22 грудня 1986, Барселона, Каталонія, Іспанія) — іспанська режисерка і сценаристка. Її картина «Алькаррас» була удостоєна «Золотого ведмедя» — головної нагороди 72-го Берлінського кінофестивалю.

## Біографія
Карла Сімон народилася 1986 року в Барселоні. Вона виросла у Каталонії, рік навчалася у Каліфорнійському університеті, потім повернулася на батьківщину. Вивчала аудіовізуальні комунікації в Барселонському університеті, пізніше почала працювати в якості режисера на каталонському телебаченні. Навчалася у Лондонській кіношколі. У 2012 та 2013 роках короткометражні фільми Сімон показували на кінофестивалях. Популярність режисерці принесла 27-хвилинна стрічка «Літо 1993» (2017), яка здобула понад 30 премій, включаючи «Гойю» та премію Берлінського фестивалю за найкращий дебют.
Повнометражний художній фільм Карли Симон «Алькаррас» (2022) був удостоєний «Золотого ведмедя» на 72-му Берлінському кінофестивалі.

## Фільмографія
- Літо 1993 (2017)
- Алькаррас (2022)